# Cilicia

El reino armenio de Cilicia, 1199-1375.

En la Antigüedad, Cilicia (en griego Κιλικία, en armenio Կիլիկիա) era la designación que se le daba a la zona costera meridional de la península de Anatolia, que ahora se conoce como Çukurova. Fue una entidad política en la época de los romanos. Cilicia se extendía tierra adentro desde la costa sudoriental de Asia Menor (la actual Turquía) hacia el norte y noreste de la isla de Chipre, y comprendía alrededor de un tercio de la superficie de Anatolia.

## Geografía
Cilicia se extendía a lo largo de la costa este del mar Egeo desde Panfilia, hasta el monte Amanus (Giaour Dagh), que hacían frontera con Siria. En el norte de Cilicia se ubican los montes Tauro, que la separaban de la meseta central de Anatolia, comunicándose con ésta a través de un estrecho desfiladero, llamado desde la Antigüedad las Puertas Cilicias. La antigua Cilicia estaba dividida en Cilicia Trachea y Cilicia Pedias separadas por el Lamas Su. Salamina, ciudad de la costa oriental de Chipre, estaba incluida bajo su jurisdicción administrativa. Cilicia contaba con un fundador epónimo, el mítico Cílix, aunque el fundador histórico de la dinastía que reinó en Cilicia Pedias fue Mopso (Mpš en las fuentes fenicias), fundador de Mopsuestia (actual Yakapinar)y protector de un oráculo existente en sus inmediaciones.
- Cilicia Traquea (griego: Κιλικία Τραχεία; Cilicia montañosa; en asirio Khilakku, (donde procede el nombre de "Cilicia") es la zona montañosa en las estribaciones de los montes Tauros, que llega hasta la costa, con acantilados que en época clásica servían de refugio a los piratas cilicios, y que en la Edad Media fueron ocupados por mercaderes venecianos y genoveses. El distrito se encuentra irrigado por el Calycadnus, en la antigüedad estaba cubierto por bosques que proveían de madera a Fenicia y Egipto. Cilicia careció de grandes ciudades.

- Cilicia Pedias (Cilicia llana; en asirio Kue), al este, incluía parte de las estribaciones del Tauros y la amplia y rica llanura costera, regada por los ríos Cidno (Tarsos Çay), Saros (Seyhan Nehri) Píramo (Ceyhan Nehri). El Saros que desemboca hoy al sur de Tarso, antiguamente se unía al Píramo, para desembocar al oeste de Kara-tash. A lo largo de la llanura de Issos discurría la vía que proseguía hacia Siria y en la que se encontraban las ciudades de Tarso (Tarsa) en el Cidno, Adana (Adanija) en el Saros y Mopsuestia (Misis) en el Píramo.

## Colonia griega
En Cilicia se situaba la colonia ateniense de Solos, donde habitaban numerosos metecos. La forma de hablar de sus habitantes era considerada en gran medida incorrecta por los antiguos griegos, al punto de desarrollar la palabra σολοικός (soloikós, 'sintácticamente erróneo'), de donde proviene nuestro "solecismo".

## Primeros años

Mapa del Imperio aqueménida con la división en satrapías (ca. 500 a. C.)

Los cilicios aparecen mencionados como khilikku en inscripciones asirias, en la primera parte del primer milenio a. C., eran una de las cuatro principales potencias de Asia occidental.
El área era conocida como Kizzuwadna en la primera era hitita (II milenio a. C.).
Bajo el Imperio aqueménida (o Imperio persa), Cilicia aparentemente fue regida por reyes nativos, que tenían un nombre helenizado o título de "Syennesis", aunque Darío la había incluido oficialmente en la cuarta satrapía. Jenofonte encuentra una reina en el poder, y no opuso ninguna resistencia a la marcha de Ciro el Joven.

## El camino real persa
El gran camino del oeste existía antes de que Ciro conquistara Cilicia. En su largo descenso desde la meseta de Anatolia hasta Tarsos, corría a través del desfiladero entre las paredes de roca llamadas las puertas Cilicias. Después de cruzar las bajas colinas al este de Píramo pasa a través de una puerta construida por los cilicios, Demir Kapu, y entraba en la llanura de Issos. Desde allí un camino corría hacia el sur, hacia Alejandreta, y por lo tanto cruzaba el monte Amano por las Puertas Sirias, o paso de Beilan, llegando finalmente a Antioquía y Siria; el otro camino corría hacia el norte y cruzaba el monte Amano por la Puerta Amania, o paso Baghche, hacia el norte de Siria y el Éufrates. Por el último paso, que al parecer no era conocido por Alejandro, Darío III cruzó las montañas antes de la batalla de Issos. Ambos pasos son cortos y fáciles, y conectan la llanura cilicia con Siria, aunque no con los países de Asia Menor.

## Helenismo y Cilicia romana
De manera similar Alejandro Magno encontró las puertas abiertas, cuando regresó, desde la meseta en el 333 a. C.; por lo que de allí se puede inferir que el gran paso no estaba bajo control directo de los persas, sino controlado por un vasallo, siempre dispuesto a volverse en contra de su protector. 
Después de la muerte de Alejandro la zona fue durante mucho tiempo un campo de batalla de los diádocos, y por algún tiempo quedó bajo el dominio lágida, finalmente la zona fue controlada por los seléucidas, quienes sin embargo, sólo ejercieron su dominio sobre la mitad oriental. 

Provincia romana de Cilicia, en el año 125 a. C.

Cilicia Traquea se convirtió en el lugar favorito de los piratas, quienes fueron subyugados por Pompeyo en el 67 a. C. después de una batalla en Korakesion (hoy Alanya), y Tarso se convirtió en la capital de la provincia romana de Cilicia. 
Cilicia Pedias se convirtió en territorio romano en el 103 a. C., y fue organizado por Pompeyo, 64 a. C., en una provincia que, por un corto período de tiempo incluyó parte de Frigia. 

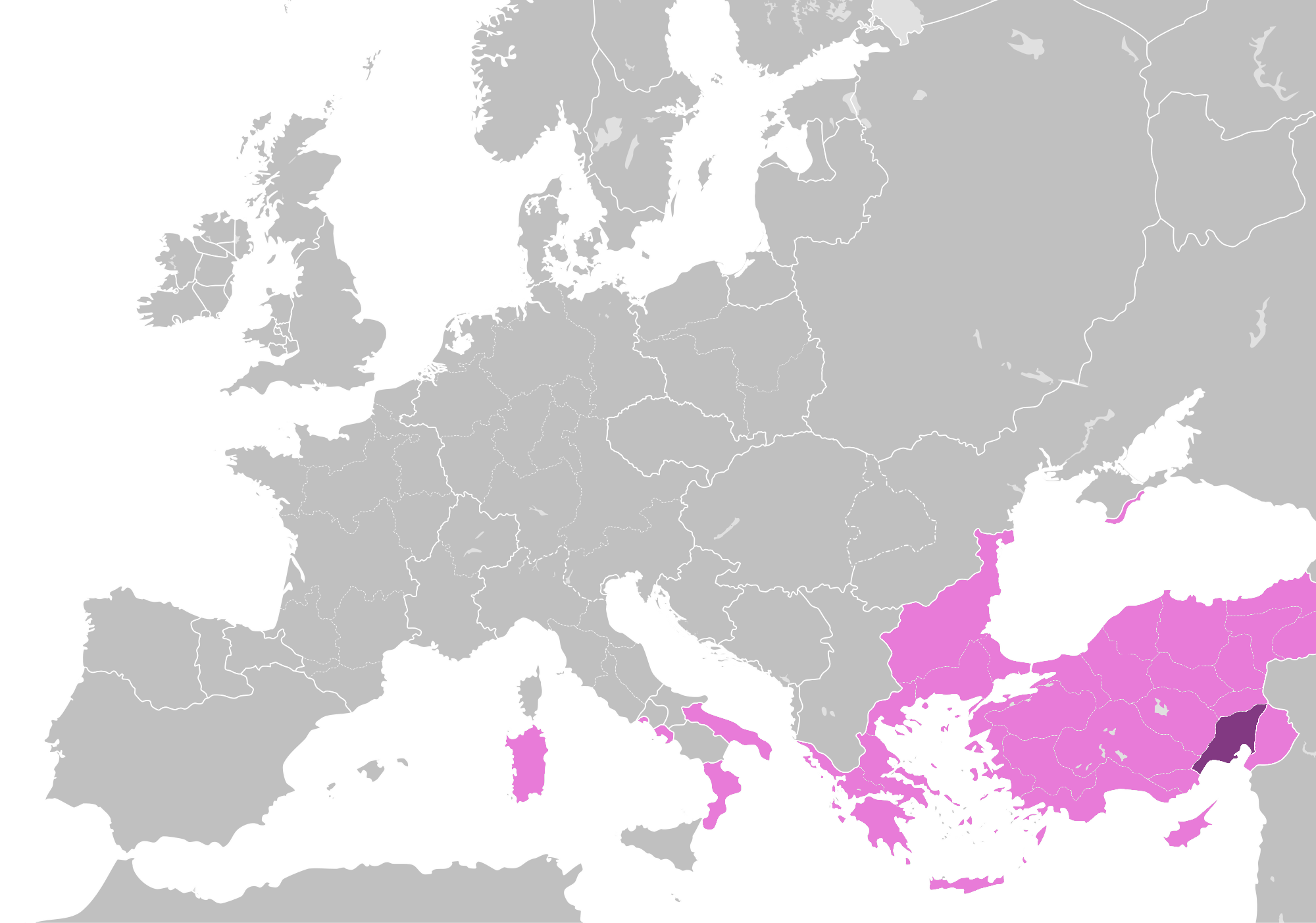
El Thema de Cilicia hacia el año 1000, como parte del Imperio romano de oriente

Julio César la reorganizó en el 47 a. C. y alrededor del 27 a. C. pasó a formar parte de la provincia de Siria, Cilicia Fenicia. Al principio, el distrito occidental quedó independiente en poder de los reyes nativos y un pequeño reino en poder de Tarkondimotus, fue dejado en el este. Pero estos fueron finalmente unidos a la provincia por Vespasiano en el 74 d. C. La que fue considerada lo suficientemente importante como para ser gobernada por un procónsul. 
Bajo el emperador Diocleciano (alrededor del 297), Cilicia se rige por un cónsul, con las provincias de Siria, Mesopotamia, Egipto y Libia, formando la diócesis de Oriente (En el tercer siglo, el componente africano se separó de la diócesis y se convirtió en Aegyptus), que forma parte de la prefectura también llamada Oriens ( 'Oriente', que incluía también a las diócesis de Asia y Pontus, tanto en Anatolia y Thraciae en los Balcanes), la mayor parte de la rica región oriental Imperio romano. 
En el siglo VII la zona fue invadida por los musulmanes árabes, siendo nuevamente ocupada por el emperador bizantino Vistas II en 965. 
La Cilicia romana fue el lugar de nacimiento de los primeros misioneros cristianos y en Tarso, una ciudad de Cilicia nació Pablo de Tarso, escritor y apóstol, autor de 13 de las 27 obras incluidas en el Nuevo Testamento.

## Reino armenio

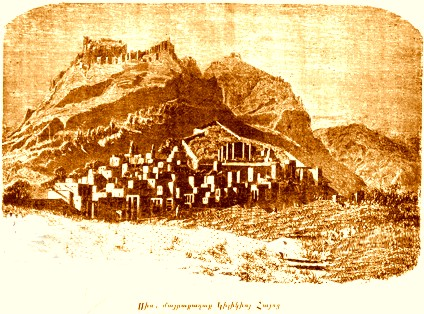
Las ruinas de la capital Sis. Las torres de vigilancia con vistas están muy por encima

Durante la época de la cruzadas, la zona estaba dominada por el reino armenio de Cilicia. Tras la invasión de Armenia por los turcos selyúcidas, hubo un éxodo de los armenios hacia el sur, al interior del imperio bizantino; en 1080, Rubén, un pariente del último rey de Ani, fundó en el corazón del Tauro cilicio un pequeño principado, que se expandió gradualmente hasta convertirse en el reino de Armenia Menor. Este reino cristiano, rodeado de estados musulmanes, hostiles a los bizantinos, dio un valioso apoyo a los cruzados, y comerció con las grandes ciudades mercantiles de Italia durante cerca de trescientos años. Prosperó durante ese tiempo merced a la red de fortalezas que protegían las principales rutas y los tres puertos más importantes del principado: Ayas, Córico y Mopsuestia. Cilicia forjó un sistema de complejas ligas con los estados cruzados y sus barones y reyes a menudo otorgaron la defensa de castillos de todo el territorio, como los de Bagras, Trapessac, T‛il Hamtun, Harunia, Selefkia, Amouda, y Sarvandikar.
Gosdantin (1095-1100) ayudó a los cruzados en su marcha a Antioquía, y en compensa fue armado caballero y nombrado marqués. Thoros I (1100-1123) y loas príncipes cristianos de Siria combatieron victoriosamente con los bizantinos y turcos selyúcidas. León II el Magno extendió el reino más allá de las montañas del Tauro y estableció la capital en Sis. Ayudó a los cruzados, fue coronado rey por el arzobispo de Maguncia, y desposó a una Lusignan del reino cruzado de Chipre.
Haitón I se coligó con los mongoles, y envió a su propio hermano a la corte mongola. Hasta su conversión al islam, los mongoles protegieron al reino de los mamelucos de Egipto. Cuando León V murió en 1342, Juan de Lusignan fue coronado rey con el nombre de Gosdantin IV, pero tanto él y como sus sucesores disgustaron a los armenios al intentar que se sometiesen a los ritos de la Iglesia católica, y conceder los cargos a los latinos, hasta que finalmente el reino, presa de disensiones internas, sucumbió en 1375 a los ataques de los mamelucos egipcios.

## Beylicatos anatolios
Tras la disgregación del sultanato de Rum, surgieron varios principados turcomanos, a los que se conoce con el nombre de beylicatos de Anatolia. Los karamánidas, dinastía de un beylicato   situado al norte de la región, se apoderaron de la Cilicia Traquea en el siglo XV. La Cilicia Pedia también fue conquistada. En 1375 los ramázanidas, señores de otro beylicato, este ubicado al este, vencieron al reino armenio, con ayuda de los mamelucos egipcios. 
A finales de siglo, cuando los otomanos derrotaron a los karamánidas, se adueñaron de la Cilicia Traquea. En 1517 los ramázanidas también se sometieron a los otomanos.

## Imperio otomano
Cuando la región pasó a manos de los otomanos en el XV, se creó en su territorio el valiato de Adana. Cilicia era una de las principales regiones del imperio para los armenios otomanos puesto que conservó bien su carácter armenio. Las montañas estaban densamente pobladas de campesinos armenios, que habitaban ciudades pequeñas pero prósperas, como las de Hadjin y Zeitun, dos comarcas que mantuvieron la autonomía hasta el XIX. Tanto en los puertos como en las ciudades de la llanura de Adana, el comercio y la industria estaba casi totalmente en manos de los armenios, que emigraban de la montaña a la planicie. La población armenia creció con el tiempo, a diferencia de lo que ocurría en otras zonas del imperio, donde la represión hizo que menguase a partir de 1878. La masacre de Adana de 1909 no cambió este auge. Durante el genocidio armenio de 1915, los armenios de Zeitun resistieron los asaltos otomanos. Para someter la comarca, los otomanos emplearon la traición de sus compatriotas: obligaron a la delegación armenia de Marash a solicitar a los zeituníes que depusiesen las armas, lo que hicieron, obligados por las circunstancias
Los franceses dominaron la región entre diciembre de 1918 y octubre de 1921, tras la derrota otomana en la guerra mundial. Tuvo dos gobernadores franceses, incluso varios meses después de tratado de paz con Turquía otomana el 9 de marzo de 1921 que puso fin a los combates en la zona.  Se trató de repoblarla con los supervivientes de las matanzas. Los franceses y británicos devolvieron a la zona a más de ciento setenta mil refugiados, oriundos de ella. Los armenios fundaron la Unión Nacional Armenia, una especie de Gobierno cilicio oficioso que reunió a los cuatro principales partidos políticos y a tres variantes religiosas armenias. Según el Tratado de Sèvres de 1920, Cilicia iba a ser parte de la Siria francesa, pero este tratado nunca se aplicó, debido a la guerra de Independencia Turca.
Las rivalidades entre franceses y británicos y las incursiones de los nacionalistas turcos acaudillados por Mustafá Kemal acabaron con las aspiraciones armenias de autonomía para Cilicia. El 21 de octubre de 1921, Francia firmó el Tratado de Ankara con los kemalistas y cedió la región a Turquía.

## República de Turquía
Después de la guerra entre Francia y Turquía, y las batallas durante la guerra de Independencia Turca la región pasará a formar parte de la República de Turquía en 1921 con el Tratado de Lausana. Las provincias modernas de Mersin, Adana, y Osmaniye en Turquía están ubicadas en la antigua Cilicia.

## Cilicia mitológica
La mitología griega hace mención a otra Cilicia, que sería una pequeña región situada inmediatamente al sureste de la Tróade, en el noroeste de Asia Menor, frente al golfo de Adramitio. No está claro qué relación puede haber existido (si la hubo) entre esta Cilicia (que parece haber estado bajo el dominio de Troya) y la región descrita previamente mucho más conocida y definida. Esta Cilicia troyana la menciona Homero en la Ilíada y en la "Geografía" de Estrabón, donde figuran otras oscuras localidades como Tebas Hipoplacia, Lirneso y Crise. Tebas estaba situada a los pies del monte Placo (por lo tanto Homero la llama "Tebas del Placo"), que parece haber sido poco más que una estribación en el sur del monte Ida, y fue el lugar de nacimiento de Andrómaca, esposa del príncipe Héctor. Según una leyenda, la ciudad de Tebas fue fundada por Heracles, pero posteriormente fue ocupada por los cilicios. Tebas cilicia, Lirneso y Crise fueron atacados y saqueados por Aquiles durante la guerra de Troya.